# Zoothera machiki
Zoothera machiki  (лат.) — вид воробьиных птиц из семейства дроздовых. Подвидов не выделяют. Видовое название присвоено в честь будапештского офицера здравоохранения и натуралиста, работавшего в Голландской Ост-Индии, Юлиуса Г. Е. Мачика.

## Распространение
Эндемики островов Танимбар (Индонезия). Обитают на островах Ямдена (крупнейшем в архипелаге) и Ларат. Его естественной средой обитания являются субтропические или тропические влажные равнинные леса.

## Охранный статус
МСОП присвоил виду охранный статус NT. Угрозу для вида представляет утрата среды обитания.